# Jacob Korevaar
Jacob Korevaar (* 25. Januar 1923 in Lange Ruige Weide; † 18. März 2025 in Bussum) war ein niederländisch-US-amerikanischer Mathematiker, der sich mit Analysis beschäftigte.

## Werdegang
Korevaar wurde 1949 bei Hendrik Kloosterman an der Universität Leiden promoviert (Approximation and interpolation applied to entire functions). Von 1944 bis 1946 war er Assistent für Mathematik an der TH Delft. Von 1947 bis 1949 war er am gerade neu gegründeten Mathematisch Centrum in Amsterdam und von 1951 bis 1953 Professor an der TH Delft. 1953 wurde er Assistant Professor und später Professor an der University of Wisconsin und ab 1964 war er Professor an der University of California, San Diego, an der er von 1971 bis 1973 der Mathematik-Fakultät vorstand. Im  Jahr 1974 war er wieder Professor an der Universität Amsterdam, wo er ab 1980 Direktor des Mathematischen Instituts war.
Er befasste sich mit komplexer Analysis, Tauber-Sätzen, Approximationen, Fourieranalyse und Distributionen. 1989 erhielt er den Chauvenet-Preis. Der Aufsatz erhielt auch 1987 den Lester Randolph Ford Award.
Er war US-amerikanischer Staatsbürger. Korevaar war Mitglied der American Association for the Advancement of Science. 1978 wurde er Ehrendoktor der Universität Göteborg. Er war Fellow der American Mathematical Society. Sein jüngerer Bruder Nijs (1927–2016) sowie dessen Sohn Jan Jaap (* 1957) nahmen für die Niederlande als Wasserballspieler an Olympischen Spielen teil.

## Schriften
- Tauberian theory: a century of developments, Springer Verlag 2004
- Mathematical methods: linear algebra, normed spaces, distributions, integration, Academic Press 1968, Dover 2008